# Ged Simmons
Ged Simmons (Birmingham, 1960) is een Engels acteur.
Hij is vooral bekend als DI Alex Cullen in de Britse ITV-dramareeks The Bill. Toen zijn personage in 2002 werd afgevoerd, had Simmons geen grote rollen meer. Wel trad hij op als gastacteur in verschillende series, waaronder Coronation Street, EastEnders, Holby City, Doctors en Spooks.
Simmons concentreerde zich vervolgens op het schrijven van theaterstukken en boeken. Zijn eerste boek verscheen in april 2004 bij uitgeverij Impbooks en kreeg de titel The Gravedigger's Story. Hij schreef verschillende theaterstukken, waaronder The Beauty Queen of Leenane.
Simmons studeerde aan het Walsall college in Birmingham en is supporter van de voetbalclub West Bromwich Albion.